# Svensktoppen 1992
Svensktoppen 1992 är en sammanställning av de mest populära melodierna på Svensktoppen under 1992.
Populärast var Två mörka ögon av Sven-Ingvars. Melodin fick sammanlagt 7361 poäng under 43 veckor. Den blev fortsatt populär under 1993.
Populärast från årets melodifestival var vinnarbidraget I morgon är en annan dag av Christer Björkman. Låten fick totalt 3090 poäng under 17 veckor.
Populäraste artisterna var Lisa Nilsson, Eva Dahlgren och Svenne Rubins som fick med två melodier var på årssammanfattningen.

## Årets Svensktoppsmelodier 1992
| Nr | Artist                      | Titel                    | Poäng | Antal veckor |
| -- | --------------------------- | ------------------------ | ----- | ------------ |
| 1  | Sven-Ingvars                | Två mörka ögon           | 7361  | 43           |
| 2  | Mauro Scocco                | Till dom ensamma         | 4373  | 19           |
| 3  | Lisa Nilsson                | Himlen runt hörnet       | 3313  | 18           |
| 4  | Christer Björkman           | I morgon är en annan dag | 3090  | 17           |
| 5  | Lisa Nilsson                | Varje gång jag ser dig   | 2786  | 14           |
| 6  | Eva Dahlgren                | Vem tänder stjärnorna?   | 2620  | 14           |
| 7  | Niklas Strömstedt           | Halvvägs till framtiden  | 2616  | 13           |
| 8  | Svenne Rubins               | Folköl och dunkadunka    | 2601  | 15           |
| 9  | Orup                        | Stockholm                | 2586  | 11           |
| 10 | Galenskaparna & After Shave | Grisen i säcken          | 2269  | 8            |
| 11 | Py Bäckman                  | Långt härifrån           | 1940  | 13           |
| 12 | Svenne Rubins               | Långa bollar på Bengt    | 1870  | 11           |
| 13 | Apopocalyps                 | Gunga                    | 1867  | 14           |
| 14 | Vikingarna                  | Du är min sommar Marie   | 1814  | 14           |
| 15 | Eva Dahlgren                | Kom och håll om mig      | 1708  | 13           |